# ニッキー・セレンセン
ニッキー・セレンセン（Nicki Sørensen、1975年5月14日- ）は、デンマーク、ヒレルード出身の自転車競技（ロードレース）選手。ニキ・セレンセンと表記する自転車競技Web、雑誌もある。

## 経歴
19歳のときに、陸上競技のランナーから自転車競技に転身。
1999年、チーム・チッキーワールドと契約を結んでプロ転向。
2000年、前年に所属チームが解散したため、チーム・ファクタに移籍。
- シルキュイ・ド・ロレーヌ優勝。

2001年、チームCSC（現 チーム・サクソバンク）に移籍
- ツール・ド・フランス初出場（総合49位）。

2002年
- ツール・ド・フランス総合20位。

2003年
- 国内選手権・個人ロードレース優勝。

2005年
- ブエルタ・ア・エスパーニャ初出場。第18ステージを制覇。総合38位。
- グランプリ・ドゥヴェルテュール・ラ・マルセイエーズ優勝。

2008年
- 2度目の国内選手権・個人ロードレース優勝。

2009年
- ツール・ド・フランス第12ステージを制覇。

2010年
- 3度目の国内選手権・個人ロードレース優勝。

2011年
- バイエルン一周 総合2位
- 4度目の国内選手権・個人ロードレース優勝。

2012年
- グラン・プレミオ・ブルーノ・ベゲッリ 優勝

2014年シーズンをもって現役を引退した。
2021年現在はイスラエル・スタートアップネーションのアシスタント・スポーツディレクターを務めている。